# Synolulis
Synolulis là một chi bướm đêm thuộc họ Erebidae.

## Loài
- Synolulis rhodinastis Meyrick, 1902